# أبالة
أُبَالَة (بالفرنسية: Obala)‏ هي بلدة كاميرونيَّة تقع في منطقة المركز على بُعد خمسةٍ وأربعين كيلومترًا شمال العاصمة ياوندي. تُشكِّلُ هذه البلدة مقرًا لأبرشيَّةٍ لاتينيَّة كاثوليكيَّة، وفيها أكاديميَّة عسكريَّة. يتحدَّث سُكَّانها «الإتُنيَّة»، وهي من اللُغات البِيْتِيَّة.